# Alberto Tello Montalvo
Juan Alberto Tello Montalvo (Virú; 29 de febrero de 1928 - Lima; noviembre de 2006) fue un artista plástico y gráfico peruano.

## Biografía
En 1938 llega a Lima, donde finaliza la primaria en el Colegio Armando Filomeno. Desde niño siente inclinación por el dibujo; cuando cursa el quinto año asiste los jueves por la mañana al Politécnico de Santa Liberata, de acuerdo al plan de la época. Allí, bajo la dirección de Ángel Rosas -seguidor de la corriente indigenista-, inicia su aprendizaje en pintura al óleo. La secundaria la cursa en el Colegio Nacional José Granda donde entre sus maestros figuran Juan Manuel Ugarte Eléspuru, en la asignatura de dibujo, y Julio Camino Sánchez, con quien sale los domingos a pintar al campo.
En 1948 ingresa a la Escuela Nacional de Bellas Artes para estudiar dibujo y pintura. Una vez concluidos sus estudios, entra al taller de grabado dirigido por Ugarte Eléspuru. Por concurso, pasa a formar parte de la plana docente de su alma mater, como profesor auxiliar de grabado en 1957; desde 1962 hasta 1972 lo hace como profesor adjunto, y hasta 1982 como jefe de taller. En sus inicios el taller de grabado de la escuela es un pequeño ambiente donde se imparten tres técnicas: intanglio, xilografía y litografía; cuenta además con dos prensas en 1948 (cuando se forma el taller) por Ugarte Eléspuru desde el Cusco.
En 1983 asume el cargo de director académico y más tarde el de director general de la ENBA; desde enero de 1990 hasta enero de 1994. Durante su gestión nace la Revista de Bellas Artes ENSABAP, de la que se conocen cinco números, y en septiembre de 1993 se realiza la I Bienal de Escultura, Pintura y Grabado.

## Importancia
Dentro de una línea clásica-académica la obra de Alberto Tello es retratista, aunque incursiona en lo místico y el desnudo. El espíritu de búsqueda de Tello, además de la pintura, lo lleva al grabado donde incursiona en xilografía, intaglio (punta seca, burial, agua fuerte) y litografía.
Entre los artistas peruanos que admira está Daniel Hernández por su lineamiento clásico; Benito Jaime Sánchez, retratista autodidacta huancaíno, quien fuera su maestro y del cual mayor influencia recibe; Sérvulo Gutiérrez en su primera etapa; Ángel Chávez, con quien lo une una profunda amistad; Enrique Galdos Rivas, por su colido peruanista. De entre los extranjeros admira a Van Dick, por la elegancia en el tratamiento de sus retratos, a Picasso en su primer período y a Dalí como dibujante.